# Micaria delicatula
Micaria delicatula är en spindelart som beskrevs av Bryant 1941. Micaria delicatula ingår i släktet Micaria och familjen plattbuksspindlar. Inga underarter finns listade i Catalogue of Life.